# نيكولا رينولدز
نيكولا رينولدز (بالإنجليزية: Nicola Reynolds)‏ هي ممثلة بريطانية، ولدت في 26 يوليو 1972 في المملكة المتحدة.

## وصلات خارجية
- نيكولا رينولدز على موقع IMDb (الإنجليزية)
- نيكولا رينولدز على موقع ألو سيني (الفرنسية)
- نيكولا رينولدز على موقع أول موفي (الإنجليزية)
- نيكولا رينولدز على موقع قاعدة بيانات الأفلام السويدية (السويدية)
- نيكولا رينولدز على موقع قاعدة بيانات الفيلم (الإنجليزية)
- نيكولا رينولدز على موقع كينوبويسك (الروسية)